# Jedwabit
Jedwabit ist ein sehr selten vorkommendes Mineral aus der Mineralklasse der „Elemente“ mit der idealisierten chemischen Zusammensetzung Fe7Ta3 und damit chemisch gesehen Eisentantalid.
Jedwabit kristallisiert im hexagonalen Kristallsystem und entwickelt polykristalline Aggregate bis etwa 0,15 mm Größe oder abgeflachte sechseckige Kristalle mit prismatischen Flächen bis etwa 1–2 μm Größe. Das Mineral ist in jeder Form undurchsichtig (opak) und zeigt auf den Oberflächen der graugelben Kristalle einen metallischen Glanz. Die Strichfarbe konnte aufgrund der geringen Probenmenge und -größe bisher nicht ermittelt werden.

## Etymologie und Geschichte
Entdeckt wurde Jedwabit an Museumsstufen, die von P. Walther um die Jahrhundertwende aus platinhaltigen alluvialen Seifen-Lagerstätten im mittleren Ural, genauer vom Fluss Aktai nahe Nischni Tagil in der russischen Oblast Swerdlowsk gesammelt wurden. Die Exemplare enthalten auch Tantalcarbid. Die Analyse und Erstbeschreibung erfolgte durch M. I. Nowgorodowa, M. Je. Generalow und N. W. Trubkin (russisch М. И. Новгородова, М. Е. Генералов, Н. В. Трубкин), die das Mineral nach dem belgischen Mineralogen Jacques Jedwab (1925–2020) benannten, um seine wegweisenden Untersuchungen der Mineralogie von Seifen und Carbiden in natürlicher Umgebung zu ehren.
Nowgorodowa, Generalow und Trubkin sandten ihre Untersuchungsergebnisse und den gewählten Namen 1995 zur Prüfung an die International Mineralogical Association (interne Eingangsnummer der IMA: 1995-043), die den Jedwabit als eigenständige Mineralart anerkannte. Zwei Jahre später wurde die Erstbeschreibung im russischen Fachmagazin Sapiski Wserossijskogo Mineralogitscheskogo Obschtschestwa (russisch Записки Всероссийского Минералогического Общества) veröffentlicht. Die seit 2021 ebenfalls von der IMA/CNMNC anerkannte Kurzbezeichnung (auch Mineral-Symbol) von MineralName lautet „Jed“.
Das Typmaterial des Minerals wird im Mineralogischen Museum, benannt nach A. J. Fersman (FMM) in Moskau unter den Katalognummern 88656 und 88704 aufbewahrt. Auch im Staatlichen Geologie-Museum, benannt nach Vernadsky (VGM) der Russische Akademie der Wissenschaften soll sich Typmaterial von Jedwabit befinden, allerdings sind die zugehörigen Katalognummern nicht dokumentiert.

## Klassifikation
Da der Jedwabit erst 1995 als eigenständiges Mineral anerkannt wurde, ist er in der seit 1977 veralteten 8. Auflage der Mineralsystematik nach Strunz noch nicht verzeichnet.
Im zuletzt 2018 überarbeiteten „Lapis-Mineralienverzeichnis“, das sich im Aufbau noch nach der alten Form der Systematik von Karl Hugo Strunz richtet, erhielt das Mineral die System- und Mineralnummer I/A.08-050. In der Lapis-Systematik entspricht dies der Klasse der „Elemente“ und dort der Abteilung „Metalle und intermetallische Verbindungen“, wo Jedwabit zusammen mit Awaruit, Nickel, Nisnit, Taenit und Tetrataenit eine unbenannte Gruppe mit der Systemnummer I/A.08 bildet.
Die von der IMA zuletzt 2009 aktualisierte 9. Auflage der Strunz’schen Mineralsystematik ordnet den Jedwabit ebenfalls in die Abteilung „Metalle und intermetallische Verbindungen“ ein. Diese ist allerdings weiter unterteilt nach den in der Verbindung vorherrschenden Metallen, die entsprechend ihrer verwandten Eigenschaften in Metallfamilien eingeteilt wurden. Jedwabit ist hier entsprechend seiner Zusammensetzung in der Unterabteilung „Eisen-Chrom-Familie“ zu finden, wo es als einziges Mitglied eine unbenannte Gruppe mit der Systemnummer 1.AE.25 bildet.
In der vorwiegend im englischen Sprachraum gebräuchlichen Systematik der Minerale nach Dana hat Jedwabit die System- und Mineralnummer 01.01.24.01. Dies entspricht ebenfalls der Klasse und gleichnamigen Abteilung „Elemente“. Hier findet er sich innerhalb der Unterabteilung „Elemente: Metallische Elemente außer der Platingruppe“ als einziges Mitglied in einer unbenannten Gruppe mit der Systemnummer 01.01.24.

## Chemismus
In der idealen, das heißt stoffreinen Zusammensetzung von Jedwabit (Fe7Ta3) besteht die Verbindung aus Eisen und Tantal im Stoffmengenverhältnis von 7 : 3. Dies entspricht einem Massenanteil (Gewichtsprozent) von 41,865 Gew.-% Fe und 58,135 Gew.-% Ta.
Die Zusammensetzung des in der Natur vorkommenden Minerals, ermittelt durch 11 Elektronenmikrosonden-Analysen an dessen Typmaterial, ergab dagegen eine durchschnittliche Zusammensetzung von 44,40 Gew.-% Fe und 35,33 Gew.-% Ta sowie 13,05 Gew.-% Niob (Nb), das das chemisch verwandte Tantal in der Verbindung zum Teil ersetzt. Hinzu kommen Fremdbeimengungen von 3,07 Gew.-% Wolfram (W), 2,06 Gew.-% Zinn (Sn), 1,54 Gew.-% Silicium (Si) und 0,06 Gew.-% Mangan (Mn). Dies korrespondiert mit der empirischen Formel (Fe6,46Mn0,09Si1,45)Σ7,00(Ta1,58Nb1,14W0,14Sn0,14)Σ3,00, die zur Mischformel Fe7(Ta,Nb)3 vereinfacht wurde.

## Kristallstruktur
Jedwabit kristallisiert in der hexagonalen Raumgruppe P63mc (Raumgruppen-Nr. 186), P62c (Nr. 190) oder P63/mmc (Nr. 194) mit den Gitterparametern a = 4,81 Å und c = 7,87 Å sowie einer Formeleinheit pro Elementarzelle.

## Bildung und Fundorte
Außer der Typlokalität sind keine weiteren Funde bekannt (Stand 2024).